# Conseil Hassan II 3
Monarchie constitutionnelle
Conseil Hassan II 2 Gouvernement Bahnini
Le troisième gouvernement Hassan II est le huitième gouvernement du royaume du Maroc depuis son indépendance en 1955. Il est dirigé par le roi Hassan II. Le gouvernement est formé le 5 janvier 1963 par le dahir no 1-63-026 et remplace le deuxième gouvernement de Hassan II. Il est dissous le 13 novembre 1963 et est remplacé par le gouvernement Bahnini,.

## Composition
| Portefeuille                                                                      | Ministre                                 |
| --------------------------------------------------------------------------------- | ---------------------------------------- |
| Président du Conseil                                                              | Hassan II                                |
| Représentant personnel du roi Ministre des Affaires étrangères                    | Ahmed Balafrej                           |
| Ministre d'État chargé des Affaires de la Mauritanie et du Sahara marocain        | Fal Ould Oumeir                          |
| Ministre d'État chargé des Affaires africaines et Ministre de la Santé publique   | Abdelkrim Al Khatib                      |
| Ministre de l'Intérieur et de l'Agriculture                                       | Ahmed Réda Guédira                       |
| Ministre de la Justice                                                            | Ahmed Bahnini                            |
| Ministre des Finances                                                             | Driss Slaoui                             |
| Ministre de la Défense nationale                                                  | Mahjoubi Aherdane                        |
| Ministre Délégué chargé de l’Emploi et des Affaires sociales                      | Abdelkader Benjelloun                    |
| Ministre de l'Éducation nationale                                                 | Youssef Belabbès                         |
| Ministre des Travaux publics                                                      | Bensalem Guessous                        |
| Ministre du Commerce, de l’Industrie moderne, des Mines et de la Marine marchande | Mohamed Benhima                          |
| Ministre des PTT                                                                  | Mohamed Benabdeslam El Fassi El Halfaoui |
| Ministre du Tourisme, de l’Artisanat et des Beaux Arts                            | Moulay Ahmed Alaoui                      |
| Secrétaire d’État à l’Information et à la Jeunesse et Sports                      | Abdelhadi Boutaleb                       |

## Remaniements 5 juin 1963
- Ahmed El Hamiani Khatat est nommé ministre de l’Intérieur,
- Mohamed Benhima est nommé ministre des Travaux publics,
- Driss Debbagh est nommé ministre du Commerce, de l’Industrie, des Mines et de la Marine marchande,
- Abdelhadi Boutaleb est nommé ministre de l’Information, de la Jeunesse et des Sports.
- Ahmed Bargache est nommé ministre des Habous, chargé des Affaires islamiques.